# Upp genom luften (film, 1923)
Upp genom luften (engelska: Safety Last!) är en amerikansk romantisk stumfilmskomedi från 1923 i regi av Fred C. Newmeyer och Sam Taylor. Huvudrollen spelas av Harold Lloyd.
Filmen innehåller en av de mest kända scenerna från stumfilmstiden: Harold Lloyd som hänger i visarna på en stor klocka på utsidan av en skyskrapa.

## Rollista
- Harold Lloyd – The Boy (Harold Lloyd)
- Mildred Davis – The Girl (Mildred)
- Bill Strother – The Pal ("Limpy" Bill)
- Noah Young – The Law
- Westcott Clarke – The Floorwalker (Mr. Stubbs)